# Buddy Jeannette
Harry Edward Jeannette (* 15. September 1917 in New Kensington, Pennsylvania; † 11. März 1998 in Nashua, New Hampshire) war ein US-amerikanischer Basketballspieler und -trainer. 1994 wurde er in die Naismith Memorial Basketball Hall of Fame aufgenommen und 2006 mit ihrer Gründung in die College Basketball Hall of Fame.

## College
Während seiner vierjährigen Collegezeit (1934–1938) spielte er für die Washington & Jefferson Presidents, das Basketballteam seiner Universität. Er bestritt 60 Spiele und war dabei stets Topscorer des Teams. Als Kapitän führte er das Team 1937–1938 zur Tri-State Championship, einem damals bedeutenden Basketball-Turnier. Von 60 Spielen für die Presidents konnte er 41 gewinnen und verlor 19. Dank seiner starken Leistungen erhielt er mehrere Ehrungen und wurde 2001 in die Washington & Jefferson Athletics Hall of Fame  aufgenommen.

## NBL
Nach seinem College-Abschluss begann Jeannette seine Basketballkarriere bei den Warren Penns, einem Team aus Pennsylvania, in der National Basketball League (NBL). Das hatte die vorherige Saison mit einer Bilanz von 3–9 abgeschlossen. Mit Jeannette im Team, der damals einen Punktedurchschnitt von 7 hatte (was für damalige Zeiten sehr hoch war), spielten die Warrens eindeutig erfolgreicher. Trotzdem war das Team wegen finanzieller Probleme dazu gezwungen, innerhalb der Saison nach Cleveland umzuziehen und spielte fortan unter dem Namen Cleveland White Horses. Zudem trat das Team in derselben Spielzeit auch noch als Elmira Colonels in der New York-Pennsylvania League an und spielte daher mindestens zweimal die Woche, aber zusätzlich auch gegen unabhängige Herausforderer wie die New York Renaissance oder die Original Celtics. Am Ende seiner ersten Saison mit den Cleveland White Horses wurde das Team zusammen mit den Akron Goodyear Wingfoots Zweiter in der NBL Eastern Division. In der darauf folgenden Spielzeit zog das Team erneut um und zwar nach Detroit. Jeannette ging mit dem Team, welches fortan unter dem Namen Detroit Eagles spielte. Das Team wurde erneut Zweiter, diesmal hinter dem anderen Team aus Akron, den Akron Firestone Non-Skids und verloren gegen diese auch in den Play-offs. Nach dieser Saison verkaufte der damalige Besitzer der Eagles, Gerry Archibald, das Team an eine Zigarren-Firma in Detroit. Im Zuge dessen wurden viele talentierte Spieler verkauft. Aber das von Jeannette angeführte und vom Original Celtic Dutch Dehnert gecoachte Team spielte trotzdem eine relativ erfolgreiche Saison und erreichte die Play-offs erneut und verlor dort gegen die Sheboygan Red Skins. Danach wurde das Team zum World Professional Basketball Tournament in Chicago eingeladen und schlug nacheinander die Indianapolis Kautskys, die Harlem Globetrotters, die New York Renaissance und im Finale den NBL Vize-Meister der Oshkosh All-Stars. Jeannette spielte bei diesem Turnier ausgesprochen gut und wurde daher zum MVP gewählt.  Nach diesem Turnier zogen die Eagles sich aus der NBL zurück und versilberten ihren Überraschungssieg und die damit verbundene Berühmtheit, um in der Manier der Harlem Globetrotters oder der Original Celtics durch die Städte der USA zu reisen, um dort Challenge-Basketball zu spielen. Die Zeit war dafürwegen des Kriegseintritts der USA denkbar schlecht, doch auch 1942 kämpften sich die Detroit Eagles in das Finale des World Professional Basketball Tournaments, nur um gegen die Oshkosh All-Stars diesmal mit zwei Punkten Unterschied zu unterliegen. Dennoch blieb Jeannette den Eagles bis zur Saison 1942–1943 treu und wechselte dann kurz vor Ende der regulären Saison der NBL zum ehemaligen Konkurrenten, den Sheboygan Red Skins. 
Mit den Sheboygans erreichte er anschließend die Play-offs und zog mit ihnen nach einem Sieg gegen die Oshkosh All-Stars in die NBL-Finals ein. In den Finals spielte das Team um Jeannette gegen die Fort Wayne Pistons in einer Best-of-three Serie. Nach zwei Spielen stand es unentschieden und das letzte Spiel entschieden die Sheboygans durch einen sensationellen Buzzerbeater (Treffer in letzter Minute) von seinem Teamkollegen Ed Dancker für sich. Jeannette wurde zum MVP der Finals-Serie gewählt und beendete damit eine erfolgreiche Saison. Fred Zollner, der damalige Besitzer der Fort Wayne Pistons hatte Jeannette schon länger beobachtet und holte ihn zu den Pistons in der darauffolgenden Saison. Dieser Wechsel zahlte sich aus, denn direkt in seiner ersten Saison mit den Pistons gewann Jeannette seine zweite NBL-Meisterschaft, nachdem man im Finale die Sheboygan Red Skins, seinen Ex-Klub, besiegt hatte. Auch in der darauffolgenden Saison holten die Pistons die Meisterschaft. Sie spielten eine souveräne reguläre Saison und gewannen 16 ihrer 17 Spiele. Jeannette wurde zum MVP der Saison gewählt. In der ersten Runde der Play-offs setzten die Pistons ihren Lauf fort, verloren im Finale jedoch die ersten beiden Partien, konnten sich dann aber zurückkämpfen. Die Serie gegen die Sheboygans endete 3—2 für die Zollner Pistons. Das folgende World Professional Basketball Tournament gewannen die Pistons und Jeannette wurde zum zweiten Mal zum MVP des Turniers erklärt. In seiner letzten Saison mit den Pistons wurde man Sieger der Eastern Conference und erreichte die Play-offs. Das erste Spiel gegen die Rochester Royals, ein neues NBL-Team, gewann man, doch die nächsten drei gingen verloren und so schieden die Fred Zollner Pistons in der ersten Runde aus.

## ABL
Nach der letzten Saison mit den Pistons machten die Baltimore Bullets aus der American Basketball League (ABL) ihm das Angebot, dort als Spielertrainer zu arbeiten und Jeannette willigte ein. Die Bullets spielten unter ihm eine relativ ordentliche Saison mit einer Bilanz von 12—13. Sie gewannen in einer Best-of-Three-Serie in vier Spielen die ABL-Meisterschaft gegen die Philadelphia SPHAs. 1947 beschlossen die Bullets, sich der Basketball Association of America (BAA) anzuschließen. Direkt in der ersten Saison erreichte das Team die Play-offs. Die Bullets besiegten die New York Knicks in der ersten Runde 2—1 (Best-of-three). In der zweiten Runde, den Halbfinals, wurden die Chicago Stags mit 2—0 besiegt. Die Finals wurden in einer Best-of-seven Serie gegen den amtierenden Champion der Philadelphia Warriors gespielt. Obwohl es anfangs so aussah, als würden die Bullets untergehen, gewannen sie die Serie dennoch mit 4—2. Damit ist Jeannette bis heute der einzige Spielertrainer, der jemals eine professionelle Meisterschaft im Basketball gewinnen konnte. Die nächste Saison war die letzte der BAA, da sie im nächsten Jahr mit der NBL zur National Basketball Association (NBA) fusioniert wurde. Jeannette konzentrierte sich mehr auf seinen Posten als Trainer und die Bullets schieden in der ersten Runde der Play-offs gegen die Knicks raus.

## NBA
Jeannettes erste NBA-Saison war eine kurze, da er wegen einer Knieverletzung meistens zusehen musste. Die Bullets spielten ohne Jeannette eine schlechte Saison und erreichten mit einer Bilanz von 25—43 die Play-offs nicht.

## Trainerkarriere
Mit 32 Jahren hörte Jeannette auf, Basketball zu spielen und war fortan nur noch Trainer der Bullets. In seiner einzigen Saison, die er vollständig als Trainer absolvierte, war er weniger erfolgreich und wurde wegen einer inakzeptablen Bilanz von 14—23 entlassen und durch Walt Budko ersetzt.
1952 unterzeichnete er an der Georgetown University und trainierte fortan deren Basketball-Team, die Georgetown Hoyas. Direkt in seiner ersten Saison war er sehr erfolgreich und führte das Team zur ersten Teilnahme am National Invitation Tournament, dem damals bedeutendsten College-Basketball-Turnier. Doch diesen Erfolg konnte er in den nächsten Jahren nicht ausbauen und kündigte daher nach vier Jahren.
In der Eastern Basketball League trainierte er 1959 das Franchise aus Baltimore.
Nachdem die Chicago Zephyrs 1964 nach Baltimore umzogen und das Team ebenfalls in Bullets umbenannt wurde, stellte man Jeannette als Coach ein. Er erreichte mit dem Team direkt die Play-offs und besiegte in der ersten Runde sogar die St. Louis Hawks. Danach musste das Team gegen die damals übermächtigen Lakers antreten. Elgin Baylor, der Superstar des Teams, verletzte sich direkt im ersten Spiel und die Bullets witterten ihre Chance. Am Ende verloren sie die Best-of-seven-Serie dennoch mit 2—4.
Die Bullets wurden nach dieser Saison an einen anderen Besitzer verkauft, der Jeannette zum General Manager beförderte und Paul Seymour als Trainer einstellte. Eines seiner größten Verdienste als General Manager war, Earl Monroe zu draften. Später verließ er die Bullets.
Kurz darauf wurde er von den Pittsburgh Pipers in der American Basketball Association (ABA) als GM eingestellt und war 1970 auch noch mal als Coach des Teams tätig, war dabei aber erfolglos.

## Tod
1998 erlitt er einen Schlaganfall, lag danach im Koma und verstarb dann am 11. März in seinem Haus in Nashua.